# Schnulze
Mit Schnulze wird meist umgangssprachlich abwertend ein künstlerisch minderwertig erachtetes Werk, vorwiegend ein kitschig-sentimentales Lied oder Musikstück bezeichnet. Der Begriff wird aber auch für Theaterstücke, Fernsehspiele oder rührselige Kinostücke (etwa „Heimatschnulze“) verwendet, gelegentlich auch in der Literaturkritik – insbesondere in Feuilletons.

## Etymologie und Bedeutung
Der Begriff Schnulze wurde 1948 durch den Bandleader Harry Hermann geprägt, ist um 1950 in der Zeitungssprache aufgekommen und verbreitete sich daraufhin im deutschen Sprachraum. Bereits 1892 war er jedoch Name bzw. Pseudonym eines Kritikers. Die genaue Herkunft ist nicht geklärt und es handelt sich – so Wolfgang Pfeifer – um eine „eigenwillige affektische Bildung“, vielleicht entweder als Versprecher in Anlehnung an Schmalz für ein „sentimentales Gefühlsprodukt“ oder nach Küppers Wörterbuch der deutschen Umgangssprache zu niederdeutsch snulten ‘überschwänglich reden, gefühlvoll tun’, verwandt mit nd. snulle ‚nett, angenehm, lieb‘. Vor allem mag auch der Name Schulze einen gewissen Einfluss ausgeübt haben. Mit einer Schnulze gleich welcher Kategorie wird immer Sentimentalität und Rührseligkeit verbunden. Eine ironisch-abwertende gemeinte Steigerungsform ist Edelschnulze für einen schnulzigen Film, Buch oder Schlager (auch vermeintlichen) „künstlerischen Anspruch[s]“, das Adjektiv heißt schnulzig.
Das Lexikon der Filmbegriffe bezeichnet Schnulze auch als „abfällig-liebevolle“ Bezeichnung seitens des Rezipienten für einen Schlager oder Film, der gefühlsbetont ist. Diese seien „mit manchmal hoher subjektiver Bedeutung aufgeladen“, aber der Rezipient sei sich auch „der ästhetischen Minderwertigkeit bewusst“, was auch durchaus „ironisch-distanzierte Züge“ umfasse. Beispiele aus dem Film entstammen fast immer der Gattung Rührstück und „sind deutlich auf Rührung als primären Rezeptionsaffekt ausgerichtet“. Als Beispiele werden neben Love Story (1970) und The Story of Us (1999) „auch die neueren Familienrührstücke aus der ZDF-Produktion nach Vorlagen Rosamunde Pilchers“ genannt.
Im sogenannten „Schnulzenerlass“ von ORF-Generalintendant Gerd Bacher vom Juli 1968 wurde die Quote deutschsprachiger Schlager in Ö3 drastisch reduziert. Als neuer Jugendsender sollte er sich der Zielgruppe adäquaten Stilformen der internationalen Pop- und Folkmusik öffnen. Jedoch wurden auch von Musikkritikern und Rezipienten anderssprachliche, auch englischsprachige Titel, als Schnulzen bezeichnet. Als Beispiel dient etwa Elvis Presley vor allem in seiner Spätphase mit einigen sehr erfolgreichen Titeln wie etwa Suspicious Minds (1968) oder Always on My Mind (1973). In der englischen Sprache wird vor allem Crooning in der populären Musik meist abwertend für „Schnulze, überaus sentimentaler Schlagergesang von engl. croon »leise, sanft singen«“, sowie daraus abgeleitet Crooner für den (meist männlichen) Interpreten äquivalent gebraucht.